# Банстед
Ба̀нстед (на английски: Banstead) е град в графство Съри, Англия, което се намира на границата с Голям Лондон. Това е част от градския район на Райгейт и Банстед. Банстед е на северните нижнини и е защитен от Грийн Белт, Банстед Даунс (en. Banstead Downs) и е сайт на специални научни интереси.
Банстед се счита са градче, но хората често го наричат Банстед Вилидж (в буквален превод Село Банстед). Населението му, по данни от юни 2017 г., е 10 931 жители.